# Armenischer Fußballpokal 2014/15
Der armenische Fußballpokal 2014/15 war die 24. Austragung des Pokalwettbewerbs in Armenien.
Teilnehmer waren die acht Mannschaften aus der Bardsragujn chumb 2014/15. Titelverteidiger FC Pjunik Jerewan gewann zum dritten Mal in Folge und zum insgesamt achten Mal den Pokal. Im Finale wurde MIKA Aschtarak mit 3:1 besiegt.

## Modus
Der Pokal wurde in drei Runden ausgetragen. Bis zum Halbfinale wurden die Sieger in Hin- und Rückspiel ermittelt. Bei Torgleichstand entschied zunächst die Anzahl der Auswärts erzielten Tore, danach eine Verlängerung, wurde in dieser nach zweimal 15 Minuten keine Entscheidung erreicht, folgte ein Elfmeterschießen, bis der Sieger ermittelt war. Das Finale wurde in einem Spiel in Jerewan ausgetragen.

## Viertelfinale
| Datum             |                    | Gesamt |                       | Hinspiel | Rückspiel |
| ----------------- | ------------------ | ------ | --------------------- | -------- | --------- |
| 17.09./22.10.2014 | FC Pjunik Jerewan  | 4:0    | FC Schirak Gjumri     | 3:0      | 1:0       |
| 17.09./22.10.2014 | FA Ararat Jerewan  | 3:6    | FC Alaschkert Martuni | 0:2      | 3:4       |
| 01.10./22.10.2014 | MIKA Aschtarak     | 5:0    | Gandsassar Kapan      | 2:0      | 3:0       |
| 01.10./05.11.2014 | FC Ulisses Jerewan | 3:4    | FC Banants Jerewan    | 1:4      | 2:0       |

## Halbfinale
| Datum             |                   | Gesamt |                       | Hinspiel | Rückspiel |
| ----------------- | ----------------- | ------ | --------------------- | -------- | --------- |
| 18.03./15.04.2015 | MIKA Aschtarak    | 4:3    | FC Banants Jerewan    | 1:2      | 3:1       |
| 19.03./16.04.2015 | FC Pjunik Jerewan | 3:2    | FC Alaschkert Martuni | 3:1      | 0:1       |

## Finale
| MIKA Aschtarak                                                      | MIKA Aschtarak | FC Pjunik Jerewan | FC Pjunik Jerewan |
| ------------------------------------------------------------------- | --- | --- | ----------------- |
| MIKA Aschtarak                                                      | \| 6. Mai 2015 in Jerewan (Wasken Sarkissjan Republikanisches Stadion) \| \| Ergebnis: 1:3 (1:3) \| \| Zuschauer: 5.000 \| \| Schiedsrichter: Gianluca Rocchi ( Italien) \| | \| 6. Mai 2015 in Jerewan (Wasken Sarkissjan Republikanisches Stadion) \| \| Ergebnis: 1:3 (1:3) \| \| Zuschauer: 5.000 \| \| Schiedsrichter: Gianluca Rocchi ( Italien) \| | FC Pjunik Jerewan |
| MIKA Aschtarak                                                      | Geworg Kasparow – Geworg Poghosjan, Alex Henrique da Silva, Andranik Woskanjan, Wardan Mowsisjan – Armen Petrosjan, Hajk Woskanjan, Artak Grigorjan, Wardges Satumjan (80. Artur Adamjan), Alik Arakeljan (62. Rafajel Ghasarjan) – Tigran Barseghjan, Geworg Karapetjan Cheftrainer: Aram Woskanjan | Anatolij Ajwasow – Lewon Hajrapetjan, Waraschat Harojan, Grigor Howhannisjan, Taron Woskanjan – Artur Juspaschjan, Sawen Badojan (83. Ghukas Poghosjan), Kamo Howhannisjan, Gagik Poghosjan (85. Howhannes Poghosjan) – César Romero Zamora, Rasmik Hakobjan (59. Masis Woskanjan, 75. Narek Aslanjan) Cheftrainer: Sargis Howsepjan | FC Pjunik Jerewan |
| MIKA Aschtarak                                                      | 1:1 Alex Henrique da Silva (11., FE) | 0:1 Rasmik Hakobjan (4.) 1:2 Rasmik Hakobjan (32.) 1:3 César Romero Zamora (36.) | FC Pjunik Jerewan |
| MIKA Aschtarak                                                      | Alik Arakeljan, Wardan Mowsisjan | | FC Pjunik Jerewan |
| MIKA Aschtarak                                                      | Artak Grigorjan | | FC Pjunik Jerewan |
| 6. Mai 2015 in Jerewan (Wasken Sarkissjan Republikanisches Stadion) | | |                   |
| Ergebnis: 1:3 (1:3)                                                 | | |                   |
| Zuschauer: 5.000                                                    | | |                   |
| Schiedsrichter: Gianluca Rocchi ( Italien)                          | | |                   |